# Wardak (tỉnh)
Tỉnh Maidan Wardak (tiếng Pashtun: میدان وردګ tiếng Ba Tư: میدان وردک; cũng viết: Wardag, Vardak)  là một trong 34 tỉnh của Afghanistan. Tỉnh lỵ là thành phố Maidan Shar. Tỉnh có dân số gần 540.100 người, diện tích km2. Đa số dân cư là người Pashtun.